# Championnats d'Europe de saut d'obstacles 1975
Navigation
Édition précédente Édition suivante
Les championnats d'Europe de saut d'obstacles 1975, treizième édition des championnats d'Europe de saut d'obstacles, ont eu lieu en 1975 à Munich, en Allemagne de l'Ouest. L'épreuve individuelle est remportée par l'Allemand Alwin Schockemöhle et la compétition par équipe par l'Allemagne de l'Ouest.